# Neobisium paucedentatum
Neobisium paucedentatum är en spindeldjursart som beskrevs av Volker Mahnert 1982. Neobisium paucedentatum ingår i släktet Neobisium och familjen helplåtklokrypare. Inga underarter finns listade i Catalogue of Life.